# Museo Etnográfico Municipal de Biar
El Museo Etnográfico Municipal de Biar (en valenciano Museu Etnogràfic Municipal de Biar) es un museo de etnografía ubicado en Biar (Alicante), en un edificio de tres plantas del siglo XIX restaurado y rehabilitado en la década de 1990.

## Sede y colección
El edificio del museo es, del mismo modo que otras casas solariegas de Biar, una agrupación de viviendas. La fachada tiene decoración de estilo neoclásico. Tras la rehabilitación y restauración del edificio, el museo se inauguró en junio de 1999.
La colección del  Museo Etnográfico Municipal de Biar se expone en once salas distribuidas en tres plantas. La mayoría de los fondos proceden de donaciones hechas por particulares. Los objetos expuestos están relacionados con la historia, los oficios, la artesanía y las costumbres de Biar, destacando la tradición alfarera y de cerámica vidriada. Los fondos incluyen piezas de arte suntuario del siglo XIX, pinturas de Juan Luna,  objetos de metrología, obras de orfebrería, mobiliario, cerámica, piezas arqueológicas (de entre el siglo XI y el XX), objetos relacionados con las fiestas locales y una sala dedicada a la escuela de principios del siglo XX.